# Бутилка с топче
Бутилка с топче (на английски: codd-neck bottle) е вид бутилка, използвана за газирани напитки, като се използва налягането на газировката. Има затварящ клапан, базиран на стъклено топче срещу гумено уплътнение.

## История
През 1872 г. британският производител на безалкохолни „Hiram Codd“ от Camberwell, Лондон, проектира и патентова бутилка, предназначена специално за газирани напитки.

## Устройство
Бутилката Codd-neck е произведена от дебело стъкло, за да издържа на вътрешно налягане, и има камера за затваряне с топче и гумена шайба в гърлото. Бутилките се пълнят с главата надолу, а налягането на газа в бутилката принуждава топчето да се притисне към уплътнителя. Бутилката е прищипната в специална форма, за да се образува камера, в която да седи топчето. Това предпазва топчето от блокиране на гърлото, когато напитката се налива.

## Популярност
Скоро след въвеждането ѝ, бутилката става изключително популярна в производството на безалкохолни напитки и пивоварната индустрия, главно в Европа, Индия и Австралия.
Бутилките се произвеждат в продължение на десетилетия, но постепенно намаляват тъй като децата разбиват бутилките, за да извадят топчетата, а здравите бутилки са относително оскъдни и са станали колекционерски, особено във Великобритания. Кобалтово оцветено шише може да донесе стотици британски лири на търг.
Бутилките с топче все още се използват за японската безалкохолна напитка „Ramune“ и индийската напитка „Banta“.